# 龙岗街道 (大庆市)
龙岗街道，是中华人民共和国黑龙江省大庆市让胡路区下辖的一个街道办事处。

## 行政区划
龙岗街道下辖以下地区：
龙新社区、龙南社区、龙岗社区第一社区、龙岗社区第二社区、旭园社区、西寨社区、景园社区、世纪家园社区、阳光佳苑社区、长青第一社区、长青第二社区、广厦社区和阳光馨园社区。